# Pietro Rava
Pietro Rava (født 21. januar 1916, død 5. november 2006) var en italiensk fodboldspiller (venstre back) og -træner.

## Spillerkarriere

### Klubber
Rava begyndte at spille fodbold i US Alessandria, men skiftede i 1935 til Juventus, med hvem han fik sin Serie A-debut som nittenårig. Han blev i klubben frem til 1950, bortset fra en kort tur tilbage til Alessandria omkring slutningen på anden verdenskrig. Han fik mere end 300 kampe for Juventus og scorede 14 mål. Han var med til at blive italiensk mester i 1942 samt 1950 og to gange pokalvinder (1938 og 1942). Han spillede sine sidste to sæsoner i Novara Calcio, inden han indstillede sin aktive karriere i 1952.
Rava debuterede for Italien ved OL 1936 i Berlin, hvor han spillede alle holdets fire kampe. Han blev udvist i første kamp mod USA, men Italien vandt alligevel 1-0. Udvisningen gav dog ikke karantæne, og Rava var derfor med helt frem til finalesejren over Østrig, som endte 1-1, hvorpå Italien scorede det afgørende mål i forlænget spilletid.
Han blev derpå verdensmester med Italien ved EM 1938 i Frankrig og spillede også her samtlige italienernes fire kampe i turneringen. Han nåede i alt at spille 30 landskampe.

## Træner
Efter at have stoppet som aktiv spiller fungerede Rava i en årrække som fodboldtræner i forskellige klubber, blandt andet Calcio Padova og barndomsklubben US Alessandria.

## Øvrige liv
Mens han spillede fodbold, studerede Rava også økonomi og handel. Studierne blev afbrudt, da han under krigen blev tvunget til at kæmpe på østfronten. Han vendte dog tilbage til studierne.
I slutningen af sit liv led han af Alzheimers sygdom, og han døde som 90-årig efter en operation for en brækket ankel.